# Cabra murciano-granadina
La cabra murciano-granadina es una raza caprina que se asienta principalmente en las provincias de Granada, Murcia, Almería y Albacete. Esta raza ha ocupado un puesto destacado dentro de la ganadería caprina española. Filogénicamente se considera que procede de la Capra aegagrus, cuya forma secundaria es la cabra pirenaica, que merced a su evolución a través del tiempo, determinó la actual raza murciano-granadina.
El censo actual de la raza es de 508 000 ejemplares, y tiene presencia también en la Comunidad Valenciana, Castilla-La Mancha, Extremadura, Madrid, Castilla y León, Aragón y Cataluña.

## Descripción
Tiene un claro biotipo lechero de capa negra o caoba uniforme (no se acepta ningún tipo de pelo blanco), cuyo peso de los machos oscila entre 50 y 70 kg y el de las hembras entre 40 y 55. Cabeza de tamaño medio, triangular con expresión viva, orejas de tamaño medio y eréctil, los machos pueden presentar perilla. Cuello ligero y fino en las hembras, en los machos más corto, potente y bien insertado pudiendo presentar dos mamellas simétricas o ninguna. Tronco alargado y profundo con el pecho ancho fusionado a un vientre amplio, cruz destacada y línea dorsolumbar recta terminada en una grupa caída con una cola corta y eréctil.
Extremidades finas, sólidas y de longitud media, ligeramente arqueadas en su cara interna acogiendo una voluminosa ubre. Ubres voluminosas con una superficie de inserción amplia, pezones implantados hacia delante y afuera, piel fina y sin pelo.
Las características más destacables de la raza son su fácil ordeñabilidad, su nula estacionalidad reproductiva, su rusticidad y amplia capacidad de pastoreo.

## Producción
La aptitud de la raza es claramente lechera, produciendo una leche con un elevado rendimiento quesero donde las producciones medias en animales de 2º parto en adelante son de 530 litros por lactación normalizada (210 días), las medias de grasa oscilan entre 5,6-5,8 % y las de proteína entre 3,6-3,8%.
Existen rebaños donde un 25 % de sus animales superan los 715 litros así como individualidades de más de 1 000 litros obteniendo un máximo de 1 294 litros. 
El elevado rendimiento quesero de la raza unido a su rusticidad y capacidad de aprovechamiento de subproductos agrícolas y de la industria agroalimentaria, hace que esta sea totalmente competitiva con otras razas foráneas mejoradas mucho más grandes y con requerimientos alimenticios más complejos.
La producción cárnica no es el objetivo principal de esta raza no obstante la calidad de la carne es nacionalmente reconocida, siendo esta una de las carnes más cotizadas en los mercados. Generalmente los cabritos son sacrificados entre 25-40 días con un peso de 6-8 kg y un rendimiento a la canal de 50-55%. Se han llevado a cabo estudios[¿quién?][¿cuál?] con éxito que mejoran las características de crecimiento de los cabritos destinados al mercado de carne mediante el cruce de hembras puras murciano-granadinas con sementales cárnicos de Raza Boer
La prolificidad media en el primer parto de 1’5 cabritos y a partir del segundo es de 2 cabritos